# Ferdinand Tille
Ferdinand Tille (Mühldorf am Inn, 8 dicembre 1988) è un pallavolista tedesco.
Gioca nel ruolo di libero nel Turn- und Sportverein Herrsching.

## Carriera
La carriera di Ferdinand Tille inizia nei campionati regionali tedeschi, nelle selezioni giovanili di TSV 1860 Mühldorf, SV Lohhof e VCO Bayern Kempfenhausen; la prima esperienza professionistica arriva nella stagione 2006-07 con la maglia del Turn- und Sportverein Unterhaching Volleyball: in cinque anni esordisce nel massimo campionato tedesco e vince tre edizioni consecutive della Coppa di Germania. Nello stesso periodo ottiene le prime convocazioni nella nazionale tedesca, partecipando nel 2009 al campionato europeo e vincendo la medaglia d'oro all'European League; viene inoltre convocato per il campionato mondiale 2010, dove viene eletto miglior libero del torneo.
Nel 2011-12 si trasferisce in Francia, all'Arago de Sète Volley-Ball, dove gioca due campionati ottenendo altrettanti terzi posti, prima del ritorno nella società di Unterhaching per la 1. Bundesliga 2013-14; con la sua nazionale partecipa al campionato mondiale 2014 in Polonia, dove ottiene la medaglia di bronzo. Nella stagione 2014-15 è tesserato per la società polacca del Klub Piłki Siatkowej Skra Bełchatów con cui conquista la Supercoppa polacca 2014; con la nazionale vince la medaglia d'oro ai I Giochi europei.
Nell'annata 2015-16 fa ritorno nel massimo campionato tedesco, ingaggiato dalla formazione del Turn- und Sportverein Herrsching.

## Palmarès

### Club
- Coppa di Germania: 3

2008-09, 2009-10, 2010-11
- Supercoppa polacca: 1

2014

### Nazionale (competizioni minori)
- European League 2009
- Giochi europei 2015

### Premi individuali
- 2010 - Campionato mondiale: Miglior libero